# دونالد سوکسو

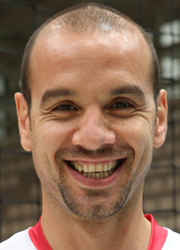
دونالد سوکسو

دونالد سوکسو (به انگلیسی: Donald Suxho) (زاده ۲۱ فوریه ۱۹۷۶) بازیکن والیبال دوملیتی آلبانی آمریکایی، عضو سابق تیم ملی والیبال ایالات متحده آمریکا و تیم ملی والیبال آلبانی و باشگاه ترنتینو است.
دونالد به همراه تیم ملی آمریکا در المپیک ۲۰۰۴ و ۲۰۱۲ حضور داشت.
سوکسو به همراه خانواده در سال ۱۹۹۶ به آمریکا مهاجرت کرد و در ماساچوست زندگی خود را ادامه داد.